# Пезенас
Пезена́с (фр. Pézenas) — город и коммуна во  Франции департамента Эро, региона Лангедок — Руссильон.
Расположен в долине реки Эро в 20 км от побережья Средиземного моря на расстоянии около 610 км на юг от Парижа и 45 км юго-западнее административного центра г. Монпелье.

## История
Известен с раннего Средневековья. Впервые упоминается в 1189 году. Название города «Пезенас» происходит от старого Piscenae, вероятно, латинского слова piscenis, что означает, пруд. Согласно легенде, здесь существовало озеро полное рыбы.
С 1261 года Пезенас являлся королевским городом и получал значительные привилегии.

## Известные уроженцы и жители

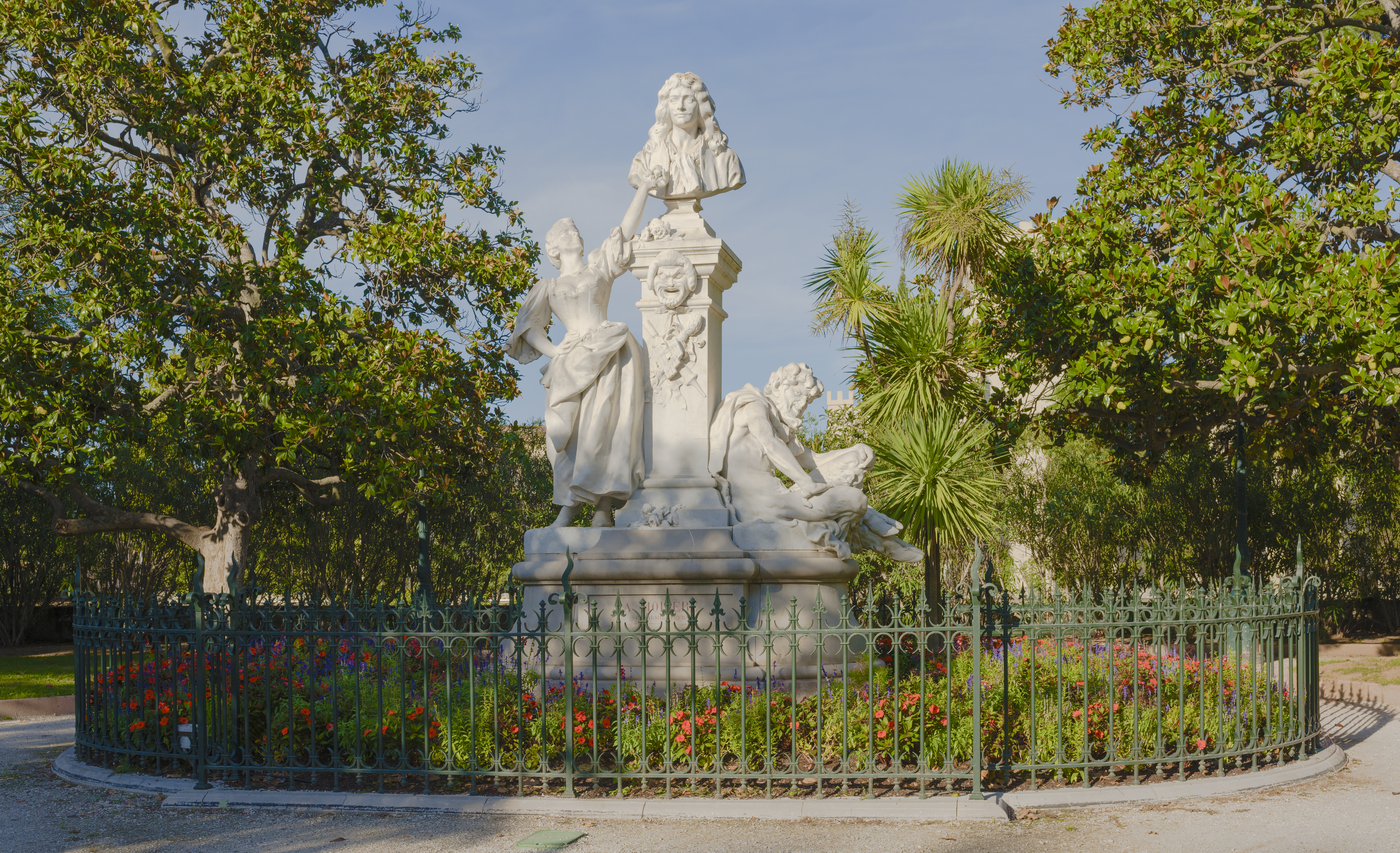
Скульптор Ж.-А. Энжальбер. Памятник Мольеру в Пезенасе

- Анне, Ипполит (р. 1933) — французский профессиональный боксер.
- Видаль де ла Блаш, Поль (1845—1918) — французский географ и геополитик. Создатель французской географической школы.
- Каррион-Низас, Анри де (1767—1841) — французский политик и писатель.
- Кёр, Жак (1400—1456) — выдающийся французский промышленник и государственный деятель.
- Клайв, Роберт (1725—1774) — британский генерал и чиновник, утвердивший господство Британской Ост-индской компании в Южной Индии и в Бенгалии.
- Конти, Арман де Бурбон (1629—1666) — французский принц крови из династии Бурбонов, первый принц де Конти/
- Мольер (1622—1673) — французский комедиограф XVII века, создатель классической комедии,
- Полан, Луи (1883—1963) — французский лётчик. Пионер авиации.
- Сарразен, Жан-Франсуа (1614—1654) — французский поэт.
- Спинола, Максимилиан (1780—1857) — итальянский энтомолог.